# 서울색

서울현상색 250종

서울색(Seoul Colors)은 서울특별시가 도시 고유의 독특한 매력과 브랜드가치를 높여가기 위해 서울의 역사와 환경을 배경으로 정한 색채이다. 서울권장색 600개와 서울현상색 250개로 이루어져 있으며, 서울현상색 중에서 50개를 뽑은 서울지역색과 또 그 중에서 10개를 뽑은 서울대표색이 있다.
서울색은 서울의 대표성이 담긴 요소를 찾아 9,800여 컷의 현장측색 이미지를 추출하고, 색채현황에 대한 연구조사를 거친 후, 시민고객 앙케이트 조사 및 전문가 자문을 통한 여론수렴과정을 거쳐 최종적으로 선정되었다.

## 종류
서울권장색 600
서울 시내의 건축물, 시설물, 간판 등에 권장하기 위해 정한 600개의 색이다. 크게 무채색 62색, 유채색 538색으로 이루어져 있다.
서울현상색 250
서울 시내에서 수집한 색을 바탕으로 정리한 250개의 색이다.
서울지역색 50
서울현상색 중에서 50개를 뽑은 것이다.

### 서울대표색

단청빨간색과 한강은백색

서울대표색은 서울지역색 50개 중 10개를 뽑은 것이다. 서울시는 다시 10개의 서울대표색 중 단청빨간색을 서울상징색으로, 한강은백색을 서울기조색으로 정했다.
| 이름       | 영어 이름        | 색상 | Lab           | 설명                  |
| ---------- | ---------------- | ---- | ------------- | --------------------- |
| 돌담회색   | Seoul light gray |      | (67, 0, 5)    | 돌담                  |
| 삼베연미색 | Seoul beige      |      | (83, 2, 18)   | 삼베                  |
| 남산초록색 | Seoul green      |      | (37, -18, 2)  | 남산소나무            |
| 서울하늘색 | Seoul blue       |      | (56, -3, -41) | 하늘색                |
| 기와진회색 | Seoul dark gray  |      | (33, 0, 4)    | 기와                  |
| 단청빨간색 | Seoul red        |      | (38, 58, 28)  | 단청의 빨간색         |
| 은행노란색 | Seoul yellow     |      | (79, 17, 55)  | 단풍이 든 은행나무 잎 |
| 꽃담황토색 | Seoul orange     |      | (58, 36, 61)  | 황토색                |
| 고궁갈색   | Seoul brown      |      | (32, 11, 7)   | 고궁기둥              |
| 한강은백색 | Seoul white      |      | (89, 0, 1)    | 한강                  |

## 사용
서울색은 서울시의 교통수단, 건축물, 포장재 등 시설물에 쓰인다.

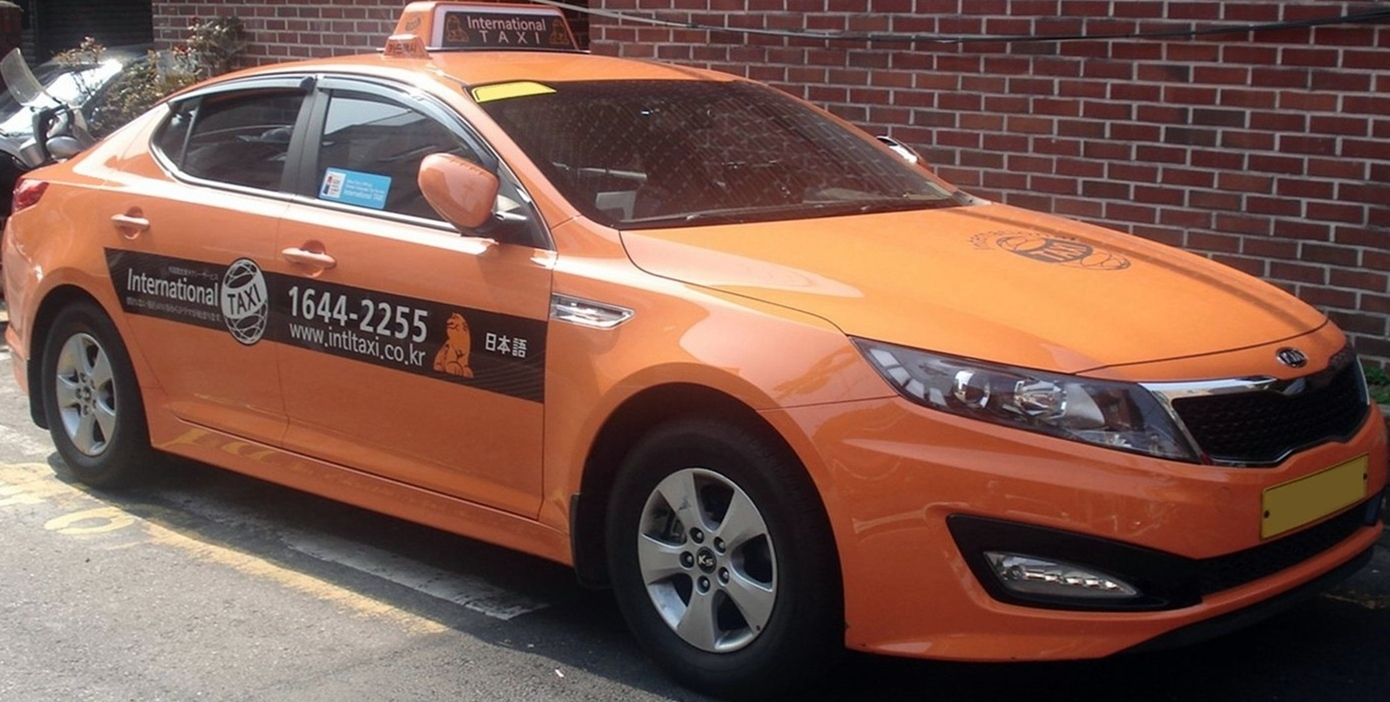
해치택시 (꽃담황토색)